# Dénes Berinkey
Dénes Berinkey (ur. 17 października 1871, zm. 25 czerwca 1944) – węgierski prawnik i polityk oraz premier Węgier w 1919 roku.
Dénes Berinkey urodził się w Csúz na terenie dzisiejszej Słowacji. Pod koniec I wojny światowej był ministrem sprawiedliwości. Przez okres od 18 stycznia do 21 marca 1919 roku pełnił funkcję premiera Demokratycznej Republiki Węgierskiej. Ustąpił w efekcie dostarczenia noty francuskiego przedstawiciela, żądającego wycofania sił węgierskich do centralnej części kraju. Wobec powszechnym przypuszczeń, że granice powojenne zostaną wytyczone w oparciu o kontrolę militarną terytoriów, Berinkey nie miał odwagi podjąć tak ważkiej decyzji. Po jego ustąpieniu władzę na Węgrzech przejęli komuniści.